# Crataegus aberrans
Crataegus aberrans är en rosväxtart som först beskrevs av Johan Martin Christian Lange, och fick sitt nu gällande namn av K.I. Christensen. Crataegus aberrans ingår i Hagtornssläktet som ingår i familjen rosväxter. Inga underarter finns listade i Catalogue of Life.